# Buster Smith
Henry « Buster » Smith (Alsdorf, 24 août 1904 - Dallas, 10 août 1991), surnommé « Professeur Smith », est un saxophoniste (alto) américain de jazz. Il fut le mentor de Charlie Parker.
Smith enseignait et jouait dans le Texas Sax Sound avec Count Basie et Lester Young dans les années 1930. Il a joué du saxophone aux côtés de beaucoup de très grands noms du jazz, dont Gene Krupa, Ella Fitzgerald ou Earl Hines ; toutefois, dans sa carrière, il n'a enregistré qu'un seul album sous son nom en 1959. Il a essayé d'enregistrer une suite à ce premier album dans les années 1960, mais, à la suite d'un accident, ses blessures l'ont empêché de sortir ce second album solo.

## Biographie

### Enfance
Smith est né et a grandi à Alsdorf au Texas, une petite bourgade près de Telico dans la banlieue de Dallas où il est allé à l'école. Buster est le nom de famille de ses parents. Smith est le troisième enfant sur cinq. Il a deux sœurs, ses deux frères ainés sont morts dans l'enfance de la rougeole.
Ses premières influences musicales sont de sa mère, une pianiste d'église, et de son père qui jouait de la guitare. À quatre ans, Buster jouait de l'orgue avec son frère, le pianiste Boston Smith. Buster jouait sur le clavier et son frère actionnait les pédales. Peu après, son grand-père donna l'orgue de la famille, il pensait que cela le conduirait à une vie de pêchers.

### Ses débuts
En 1919, Smith planta le coton pendant une semaine, ce qui lui rapporta 350 dollars. Il put s'acheter une clarinette. Bien qu'il lui était interdit de jouer à la maison, Smith a appris à jouer de plusieurs instruments alors qu'il n'avait que 18 ans. En 1922, Smith et sa famille déménagèrent à Dallas. Il y aidait sa famille avec ce qui lui rapportait sa musique et son emploi à la banque. Il rejoint le Voodie White Trio où il jouait du saxophone alto et de la clarinette. En 1923, Il commence sa carrière professionnelle au saxophone avec les medicine shows. Il devait jouer fort pour appater le plus de clients possible. Cette expérience a en partie défini son style musical, connu pour être un jeu puissant. S'ensuivit le groupe Oklahoma City Blue Devils en 1925. Dans les cinq années qui suivirent, Smith composa la plupart de la musique du groupe avec l'aide du banjo Johnny Clark, il écrivait les paroles avec l'aide de ses collègues de la banque.

### Sommets
Lorsque Smith rejoint les Oklahoma City Blue Devils, le groupe était composé de Page, Lester Young, Count Basie, Jimmy Rushing, et Emir "Bucket" Coleman. Ils firent des tournées aux alentours de Kansas City et dans le Midwest. Cette année a amené les musiciens à améliorer leur jeu. Smith continua un peu avec le groupe après que Basie et Page étaient partis…